# Eva Susso
Eva  Birgit Susso Tennberg, född 1956 i Göteborg, är en svensk barnboksförfattare. Hon satt 2002-2009 på stol nr 2 i Svenska barnboksakademien. 
Hon har tre barn och är sedan 1976 bosatt i Stockholm.
Under 2010-2011 var hon "adopterad" av Rinkeby bibliotek i ett samarbetsprojekt mellan biblioteket och områdets skolor. Under projekttiden ledde hon läs- och skrivfrämjande verksamhet på biblioteket för barn och ungdomar. Projektet genomfördes med stöd från Kulturrådet.
18 oktober 2018 fick hon tillsammans med Anna Höglund Carl von Linné-plaketten för boken Alla frågar sig varför.